# Daniel Day-Lewis
Sir Daniel Day-Lewis (n. 29 aprilie 1957) este un actor englez, de origine evreiască și anglo-irlandeză. A obținut Premiul Oscar pentru cel mai bun actor în anii 1990 (pentru rolul din filmul My Left Foot), în 2008 (pentru rolul din filmul There Will Be Blood) și în 2012 (pentru rolul din filmul Lincoln), ajungând astfel să fie unul dintre cei trei actori din toate timpurile care au câștigat câte trei Premii Oscar pentru rol principal, alături de Walter Brennan și Jack Nicholson.

## Filmografie

### Film
| An   | Titlu                             | Rol                                |
| ---- | --------------------------------- | ---------------------------------- |
| 1971 | Sunday Bloody Sunday              | Child vandal                       |
| 1982 | Gandhi                            | Colin                              |
| 1984 | The Bounty                        | John Fryer                         |
| 1985 | My Beautiful Laundrette           | Johnny                             |
| 1985 | A Room with a View                | Cecil Vyse                         |
| 1986 | Nanou                             | Maxo                               |
| 1988 | The Unbearable Lightness of Being | Tomas                              |
| 1988 | Stars and Bars                    | Henderson Dores                    |
| 1989 | Eversmile, New Jersey             | Dr. Fergus O'Connell               |
| 1989 | My Left Foot                      | Christy Brown                      |
| 1992 | The Last of the Mohicans          | Hawkeye (Nathaniel Poe)            |
| 1993 | The Age of Innocence              | Newland Archer                     |
| 1993 | In the Name of the Father         | Gerry Conlon                       |
| 1996 | The Crucible                      | John Proctor                       |
| 1997 | The Boxer                         | Danny Flynn                        |
| 2002 | Gangs of New York                 | William "Bill the Butcher" Cutting |
| 2005 | The Ballad of Jack and Rose       | Jack Slavin                        |
| 2007 | There Will Be Blood               | Daniel Plainview                   |
| 2009 | Nine                              | Guido Contini                      |
| 2012 | Lincoln                           | Abraham Lincoln                    |
| 2017 | Firul fantomă                     | Reynolds Woodcock                  |

### Televiziune
| An   | Titlu                      | Rol                  | Note                             |
| ---- | -------------------------- | -------------------- | -------------------------------- |
| 1980 | Shoestring                 | DJ                   | Episode: "The Farmer Had a Wife" |
| 1981 | Thank You, P.G. Wodehouse  | Psmith               | Television film                  |
| 1981 | Artemis 81                 | Library Student      | Television film                  |
| 1982 | How Many Miles to Babylon? | Alec                 | Television film                  |
| 1982 | Frost in May               | Archie Hughes-Forret | Episode: "Beyond the Glass"      |
| 1983 | Play of the Month          | Gordon Whitehouse    | Episode: "Dangerous Corner"      |
| 1985 | My Brother Jonathan        | Jonathan Dakers      | Television film                  |